# Dolores Merendón (kommun i Honduras)
Dolores Merendón är en kommun i Honduras.   Den ligger i departementet Departamento de Ocotepeque, i den västra delen av landet, 210 km väster om huvudstaden Tegucigalpa. Antalet invånare är 2 272.